# Efecto térmico de memoria (metales)

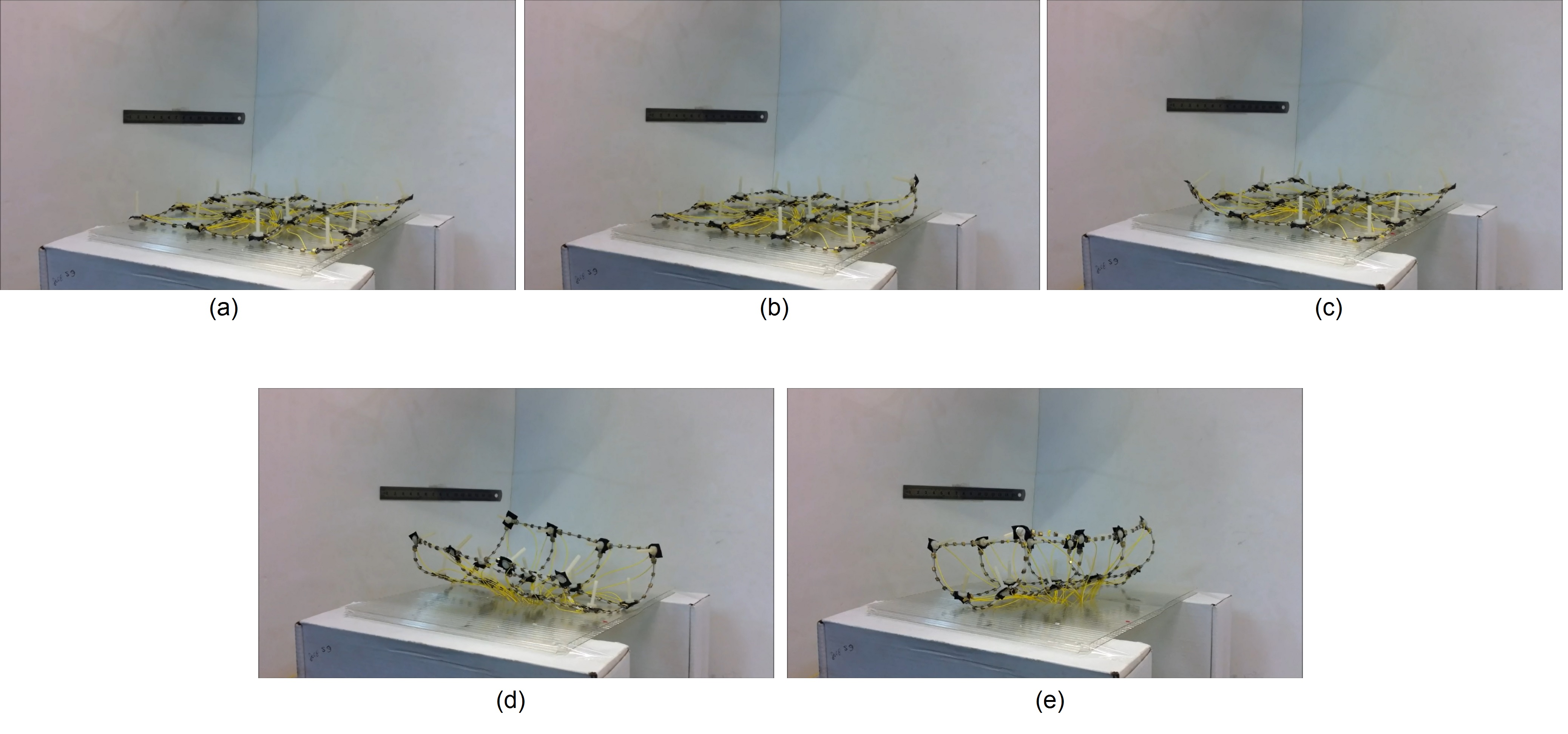
Un robot flexible de 24 DOF accionado por cables SMA

El efecto térmico de memoria es un efecto propio de los materiales llamados inteligentes, como los músculos artificiales y otros materiales, que producen una reacción ante un estímulo dado.

## Generalidades
El efecto unidireccional de memoria de forma fue observado por primera vez por Chand y Read en 1951 en una aleación de oro-cadmio, y en 1963 Buehler et al. describieron este  para nitinol, que es una aleación equiatómica de níquel-titanio.
Este efecto en metales y cerámicas está basado en un cambio en la estructura cristalina, llamado transición magnsetisma de fases. La desventaja de estos materiales es que es una mezcla equiatómica y desviaciones de 1% en la composición modifican la temperatura de transición aproximadamente en 100 K.
Algunos metales y cerámicas presentan el efecto bidireccionalmente, lo que quiere decir que a cierta temperatura se tiene una forma y ésta puede cambiarse al cambiar la temperatura, mas si la primera temperatura es recuperada, también la primera forma se recupera. Esto se logra entrenando el material para cada forma en cada temperatura.
Los metales y cerámicas con efecto bidireccional térmicamente inducido de memoria han tenido gran aplicación en implantes médicos, sensores, transductores, etc. Muchos presentan sin embargo riesgo debido a su alta toxicidad.

## Historia
Las aleaciones con memoria de forma (SMA) han cobrado gran interés comercial en los últimos años debido al amplio rango de funciones que pueden cumplir en el área de la medicina, la odontología y las aplicaciones electrónicas. Dentro del grupo de aleaciones que presenta el fenómeno de memoria de forma se destacan las que son aleaciones de níquel y titanio. El efecto taxidérmico de memoria de forma y superelasticidad en las aleaciones de níquel-titanio fue descubierta por Büehler y colaboradores en 1963.
La más famosa de estas aleaciones fue diseñada y dada a conocer por los laboratorios de la marina de EE.UU. en la década de los años 1970 y lleva su nombre en referencia a los laboratorios de dicha institución: nitinol (Níquel Titanium Naval Ordenance Laboratories). Existen numerosas compañías en el mundo que se dedican a la producción de esta aleación. Sin embargo, las empresas que fabrican productos de ingeniería de alto valor agregado son muy pocas. Como ejemplo se puede citar la producción de tubos de nitinol, que se limita a cinco empresas en todo el mundo. [2] La complejidad para el trabajado y las complicaciones a la hora de la producción hacen que los productos requieran muchas horas de ingeniería de diseño de proceso, además de tiempos usualmente largos de puesta a punto. Si bien las SMA son estudiadas por la ciencia en su carácter de ciencia básica y aplicada, las publicaciones al respecto suelen mostrar un carácter excesivamente de física básica, o en ocasiones, cuando se refieren a datos industriales, son pobres e inexactos. Las primeras piezas de nitinol se fabricaron en 1991 por Raychep Corp. en un conjunto de dispositivos periscópicos guiables. Hoy por hoy en el mercado se encuentran estents1 con comportamiento superelástico que suplen las funciones de los estents existentes. Algunas otras aplicaciones fabricadas con nitinol pueden ser catéteres, componentes de ortodoncia en general, entre otros dispositivos que pueden nombrarse.

## Transformaciones sin difusión
En materiales más comunes, como el acero, es conocido que las transformaciones sin difusión de tipo martensíticas tienen un grado de avance que depende solamente de la temperatura. Esto es, superada cierta velocidad de enfriamiento necesaria para que no nucleen y crezcan las fases de equilibrio, la fase de alta temperatura (austenita en el acero) transforma sin difusión a una nueva fase (martensita BCT). El porcentaje de material transformado está relacionado con la temperatura a la que finaliza el enfriamiento. Dentro del grupo de aleaciones que presentan cambios de fase sin difusión, la temperatura a la cual comienza la transformación mientras la aleación se enfría, se denomina Ms (martensite start) y la temperatura a la que ya no se evidencian cambios de fase, siempre y cuando el proceso de enfriamiento continúe, se denomina Mf (martensite finish). Si el enfriamiento se interrumpe, esto es, si la temperatura se mantiene constante durante un tiempo finito, la transformación no evoluciona, sino que mantiene los porcentajes de fases que corresponden a dicha temperatura. En sentido contrario (ya no en el caso del acero, sino en general), cuando calentamos la aleación, y se supera una temperatura As (austenite start) la aleación comienza a transformar a la fase primaria, o de alta temperatura y termina de transformar cuando se supera una temperatura Af (austenite finish) o lo que es lo mismo, cuando la temperatura es mayor que Af toda la aleación se encuentra en la fase primigenia de alta temperatura.[3]

## Comportamiento súper elástico-memoria de forma
Las SMA tienen dos tipos de comportamientos especiales, que en realidad son dos expresiones del mismo fenómeno [1]: La memoria de forma y la superelasticidad. En ambos casos, el comportamiento es el producto de una transformación de fases sin difusión, de tipo martensítica, en el que el orden a primeros vecinos no se pierde. Estrictamente hablando el orden sí se pierde, lo que no se pierden son los átomos vecinos. Si en un estado un átomo tiene un grupo de primeros vecinos, su posición en el segundo estado es diferente, pero los vecinos no cambian.
Una forma de ver este efecto de memoria de forma es en la que el material en principio se encuentra en su fase de alta temperatura. Al descender la temperatura se produce la transformación a martensita. Si el material ahora es deformado dicha deformación se produce por maclado, es decir, nuevamente el orden a corto alcance no se pierde y los primeros vecinos siguen siendo los mismos como se observa en la figura. Cuando la temperatura del material aumenta nuevamente, el material retoma la fase de alta temperatura con la forma que tenía antes de la deformación.
Si este mismo proceso se mira en un gráfico de tensión contra deformación, luego del enfriamiento, en una primera etapa, el comportamiento es lineal que da cuenta de un comportamiento elástico. Alcanzada una tensión crítica, la deformación continúa sin aumento de tensión o con un aumento de tensión muy suave.
En una tercera etapa, luego de alcanzada una deformación crítica, la tensión comienza nuevamente a aumentar de forma lineal con una pendiente similar a la que mostraba en un principio.
Si antes de alcanzar la deformación crítica, la tensión se relaja, la probeta conserva una deformación permanente. Ahora bien, si la probeta es calentada hasta superar cierta temperatura característica de la aleación (As), comienza a recuperarse la deformación que permanecía hasta que, cuando la temperatura supera otra temperatura crítica (Af) que también depende de la aleación y los tratamientos térmicos, encontramos que ya no queda deformación y la probeta se encuentra en sus dimensiones originales. A este comportamiento se lo conoce como «Memoria de forma».
En el mismo tipo de aleación pero con tratamientos termomecánicos diferentes o, con el agregado de muy pequeñas cantidades de aleantes, puede suceder que en el ensayo de tracción, a temperatura ambiente, el comportamiento de la probeta sea como se ve en la figura. Al igual que en el caso del comportamiento de memoria de forma, también aquí vemos como a partir de alcanzado una cierta tensión, la deformación continúa sin aumento significativo de la tensión. Solo que en este caso, al relajar la tensión, vemos un lazo de histéresis que concluye con una deformación permanente casi nula. A este comportamiento de deformación aparentemente plástica que luego se recupera por completo se la llama «superelasticidad» o «pseudoplasticidad».